# 安諾德
安諾德（英語：Julean Herbert Arnold，又稱安立德、安立得，1876年7月19日—1946年7月21日）歷任美國駐華各地領事、首屆美國駐華商務參贊，並以這一職位為人所知。1902年來華，至1940年退休返美，在華期間共38年，是當時著名中國通，並與當時在華中美政要名流交好，對推動中美商務往來尤有貢獻。1919年，編撰《中國商務手冊》（Commercial Handbook of China）兩冊。1926年，編撰《中國：工商業手冊》（China：Industrial and Commercial Handbook）。

## 生平
1876年7月21日出生於美國加利福尼亞州首府沙加緬度，1902年畢業於加州商學校（California College of Commerce），同年接受美國國務院招聘，成為首屆口譯學生團（Student Interpreter Corps）的一員，於9月1日出發，前往美國駐華大使館學習中文。1904年，完成口譯學生訓練，就職美國駐大連領事館領事。1905年，任美國駐上海領事館副領事，實任會審公廨陪審員。1906年，任美國駐福州領事館領事。同年度調至美國駐淡水領事館領事，兼任古巴駐淡水領事館領事。1908年，任美國駐廈門領事館領事。1912年，任美國駐煙台領事館領事。1914年，任美國駐漢口領事館領事。同年就職美國駐日、華商務參贊，1916年，專任美國駐華商務參贊，至1940年退休並返美，任職商務參贊26年，在華共38年。1946年，於華盛頓跳樓自盡。

## 社會活動
安諾德運用他的職務與私人關係，在中美兩地倡辦各種俱樂部、商會或組織，達成團結中美雙方的目的。以下試舉幾個與他相關的組織：首先，就商業目的組織而言，他曾參與創辦美國中國商會（American Chamber of Commerce, Shanghai，1915年成立）、西雅圖中國俱樂部（China Club of Seattle，1916）。而在私人俱樂部方面，則創辦北京扶輪社（Rotary of Peking，1924）、發起共濟會誼廬（Amity Lodge，1930）、並加入美國大學俱樂部（American University Club），寰球中國學生會（1905?）、中美協進會（China Society of America，1913）等。1918年也曾任職美國紅十字會在華辦事處（American Red Cross in China）駐地代表（Field Representation）。

## 家庭
1907年於台灣結婚，婚後育有二子一女。
- 妻：Clara Gertrude Davis，1907年結婚。
  - 長子：Harrison Arnold（1909年10月30日－），在中國出生，並在中國接受初等教育（primary education）與中等教育（secondary education）。隨即就讀加州大學，畢業後供職於福特汽車公司（Ford Motor Company），派往中國擔任出口部職員。第二次世界大戰期間，被捕進入拘留營（internment camp）。1945年，戰爭結束後釋放出獄，並旋即返美，不久便返華，並在福特汽車公司上海分部（Shanghai Branch）工作一年半。1948年被派往馬尼拉，同年11月派往夏威夷。
  - 次子：Julean Arnold，
  - 長女：Frances Arnold，

## 捐贈
藏書捐給加州大。
個人檔案現在收藏於胡佛檔案館。

## 註解
1. ↑  Finding aid prepared by Charles G. Palm. . oac.cdlib.org.   [2023-11-28]. （原始内容存档于2023-01-30）.
2. ↑  张生. . 《史林》. 2017, (6): 212.